# والندبین
والندبین (به انگلیسی: Wallendbeen) یک منطقهٔ مسکونی در استرالیا است که در نیو ساوت ولز واقع شده‌است.